# 即墨之戰
即墨之戰發生於前284年至前279年，戰國時代燕國名將樂毅統率燕軍攻打齊國即墨城的一場攻防戰爭。即墨軍民在守將戰死之後共推齊宗室田單為將堅守抵抗燕軍，此攻防戰被稱為即墨之戰。

## 背景
前284年，燕國名將樂毅率燕、秦、趙、韓、魏、楚六國聯軍攻打齊國，在濟西之戰中大敗齊軍，接連攻下臨淄，然後分兵五路，欲徹底消滅齊軍並佔領齊國全境，燕軍僅以六個月就攻取了齊國七十餘城，只剩下莒和即墨兩城未被攻克。

## 戰爭過程
當時楚國以援助齊國為名出兵，但其後楚國大將淖齒弒殺齊湣王；前283年，齊國大臣王孫賈等殺死淖齒為齊湣王報仇，立齊湣王之子田法章為王，是為齊襄王，死守莒城以抗燕軍，並號召民眾起來抵抗。另一方面，在即墨大夫出戰陣亡後，田單率族人以鐵皮護車軸逃至即墨，後被推舉為城守，即墨全城軍民由田單率領抵抗，雙方交戰數年，樂毅強攻不克，只好包圍城市。
燕軍圍攻莒和即墨一年未下，樂毅遂改用攻心戰，命燕軍撤至距兩城九里的地方設營築壘。並下令凡城中有出來的居民不加拘捕，有困難的居民予以賑濟，以爭取民心。如此相持三年之久，兩城仍未被攻下。
前279年，燕昭王逝世，燕惠王繼位，田單利用反間計放出謠言，導致燕惠王廢除樂毅的職務，改派騎劫代替樂毅為將領，由此樂毅被迫出奔趙國。騎劫到任後便一反樂毅的做法，下令對即墨實施強攻。但在齊國軍民的頑強抵抗下，其攻勢仍未能奏效。
田單佯裝神來助齊，以振奮城中軍民人心，果然激發人心。田單又用激將法，宣稱齊人怕被劓刑，結果騎劫把齊人俘虜、降者處以劓刑，不知已經激怒了齊人之心。田單還宣稱齊人怕先人的墳墓被掘出來，並火燒屍體，若然這樣做，齊人必定投降，結果騎劫再度中計，在城外掘墳焚屍，結果再激發人心，齊兵的怒氣更盛。其後，田單佯裝城中軍力虛弱，他先命精壯甲士全部隱伏起來，以老弱、婦女登城守望，使燕軍誤以為齊軍少壯已傷亡殆盡，失去繼續作戰的能力、快要投降的樣子，然後派人向燕軍詐降，並送金、降表出城，要求破城不要擄掠，燕軍信以為真，一心坐待受降，更加麻痺鬆懈了。
田單趁機收集牛隻，聚得千餘隻，畫上五花彩紋、披上土黃色綢緞、牛角紮了刀和牛尾綁了用油浸過的葦草。田單鑿開城牆十餘口，於夜間布置好，準備了五千士兵，準備好了就放牛出城並且點火在牠們的尾，牛隻疼痛不已，猛力向前衝，突襲燕營，齊壯士五千隨後衝殺。燕軍將士見此，以為神兵天降，田單又聚集婦孺齊敲銅器戰鼓，聲音震天動地，嚇得燕軍將士潰不成軍，騎劫亦死於亂軍之中，田單率兵乘勝追擊，收復了齊國七十餘座城，打敗了燕軍，燕軍一直潰逃到河上。
田單收兵後迎接在莒被擁立的齊襄王入都臨淄為齊王，因功被封任為相國，名為安平君，又加封夜邑（今山東掖縣）萬戶，死後葬於安平城內。

## 影響
即墨之戰成為中國戰爭史上以弱勝強的典型戰例。齊國雖然憑藉此仗乘勢復國，但是其實力已江河日下。而燕國亦因此仗由盛轉衰。